# イチバン!
『イチバン!』は、1997年4月17日から同年9月18日までTBS系列局で放送されていた毎日放送制作のヒューマンドキュメンタリー番組である。放送時間は毎週木曜 20:00 - 20:54 （日本標準時）。
「ドリームの1番な人を目指す」をコンセプトにした番組で、様々な人物への取材を行っていた。
平均視聴率は関東で8.0%、関西で12.1%と奮わず、番組は半年で打ち切られた。

## 放送内容
- 1997/5/1 ブレイクする沖縄パワー 密着!アクターズスクール
- 1997/7/19　所ジョージ歌手生活20周年記念番組！　歌手！所ジョージ歌づくりの旅ハンガリー48時間
- 1997/8/14　関根勤　あぶない裏側